# Valverde de la Virgen
Valverde de la Virgen eine Gemeinde (municipio) am Jakobsweg in der Provinz León der Autonomen Gemeinschaft Kastilien-León.

## Geschichte
Erste Erwähnungen des Ortes datieren auf das 10. Jahrhundert. Der Ortsname lautete früher Valverde del Camino und bezog sich damit wie der anderer Dörfer der Umgebung auf den Jakobsweg, während heute die Virgen del Camino im gleichnamigen Wallfahrtsort den Referenzpunkt darstellt.

## Sehenswürdigkeiten
- Pfarrkirche Santa Engracia